# Udruženje katoličkih svećenika „Dobri Pastir”
Udruženje katoličkih svećenika „Dobri Pastir” bilo je svećenička udruga u Bosni i Hercegovini za vrijeme SFRJ. Rad Društva je podržavala Komunistička partija Jugoslavije.

## Povijest
U Beogradu je 23. rujna 1949. Tito primio skupinu franjevaca bosanske franjevačke provincije, na čelu s provincijalom fra Josipom Markušićem. Nakon razgovora formirao se Inicijativni odbor za osnivanje Udruženja katoličkih svećenika (UKS) NR Bosne i Hercegovine. Za predsjednika odbora postavljen je fra Bono Ostojić, župnik Kiseljaka. Fra Bone Ostojić otvorio je osnivački skup riječima: „Pozdravljam vas katoličkim pozdravom 'Hvaljen Isus' i našim borbenim pozdravom 'Smrt fašizmu - Sloboda narodu'”.
U Sarajevu je 25. i 26. siječnja 1950. održana utemeljiteljska sjednica Udruženja. Udruženju je pristupilo 169 članova. Do 1952. godine bilo je je 205 svećenika članova. U članstvu je bilo 57 % bosanskih franjevaca, 29 % hercegovačkih franjevaca i 14 % dijecezanskih svećenika.
Udruženje je 1975. godine imalo 310 članova, od čega je bosanskih franjevaca bilo 62 %, hercegovačkih 26 %, a dijecezanskih svećenika 12 %. Čitavo vrijeme Udruženje su vodili bosanski franjevci.
Prvi predsjednik Udruženja bio je fra Bono Ostojić, župnik Kiseljaka. Potpredsjednici su bili: fra Serafin Dodig, župnik Čapljine, i Franjo Momčinović, župnik Dervente. Tajnik je bio fra Karlo Karin, profesor u Sarajevu, a blagajnik fra Većo Vlajić, gvardijan u Sarajevu. Članovi upravnog odbora bili su: fra Ferdo Vlašić, Rudolf Klampfl, fra Domagoj Šimić, fra Valerije Jurić, fra Blago Karačić, Anto Zajac, fra Bogdan Ćubela, fra Bosiljko Bekavac i fra Viktor Šakić. Članovi nadzornog odbora bili su: fra Krunoslav Misilo, fra Pavo Dragičević i Stjepan Sokolović.
Članovi Udruženja imali su državno socijalno osiguranje i mirovinu te su manje bili na udaru vlasti i pod kontrolom. Posebne zasluge za osnivanje UKS Dobri pastir imao je Đuro Pucar, predsjednik vlade BiH.
Neki od svećenika su dobili i državna odličja. Godine 1955. fra Josip Markušić i fra Bono Ostojić dobili su od Tita Orden bratstva i jedinstva I. reda. Isto odličje 1959. godine dobili su: fra Karlo Karin, fra Mile Leko, fra Serafin Dodig i fra Rastislav Drljić.
Članovi Biskupske konferencije Jugoslavije izdali su dvije zabrane u odnosu na Udruženje. Prvu nazvanu „Non expedit” (travanj, 1950.) u kojoj se navodi kako nije dobro, odnosno da je štetno učlanjivati se u svećeničke udruge koje nemaju biskupskoga odobrenja. Druga je zabrana nazvana „Non licet” (rujan, 1952.), u kojoj se govori kako nije dopušteno učlanjivati se u takve udruge.
Udruženje je izdavalo kalendar Dobri Pastir od 1950. godine. Udruženje se raspalo 27. lipnja 1990. godine.

### Članci
- Lučić, Ivica. 2008. Komunistički progoni Katoličke crkve u Bosni i Hercegovini 1945.-1990. National Security and the Future. Udruga svetog Jurja. Zagreb. 9 (3): 41–72
- Perić, Ratko. 2003. Non expedit i Non licet. Vrhbosnensia. Univerzitet u Sarajevu – Katolički bogoslovni fakultet. Sarajevo. 7 (1): 131–167
- Lončarević, Vladimir. 2022. Književni prilozi u listu Gore srca 1946. – 1952. Kroatologija. Sveučilište u Zagrebu – Fakultet hrvatskih studija. Zagreb. 13 (1–2): 89–102